# Wyszogród (Basse-Silésie)
Pour les articles homonymes, voir Wyszogród (homonymie).
Wyszogród est une localité polonaise de la gmina et du powiat d'Oleśnica en voïvodie de Basse-Silésie.